# Griekenland op de Olympische Zomerspelen 2016
Griekenland nam deel aan de Olympische Zomerspelen 2016 in Rio de Janeiro, Brazilië. De selectie bestond uit 93 sporters, actief in vijftien olympische sportdisciplines. Voor het eerst sinds de Spelen van 1992 namen minder dan honderd deelnemers deel. Zeilster Sofia Bekatorou droeg de nationale vlag tijdens de openingsceremonie, goudenmedaillewinnares Ekaterini Stefanidi deed dit bij de sluiting.

## Medailleoverzicht
| Sport       | Olympiër                          | Onderdeel                | Medaille |
| ----------- | --------------------------------- | ------------------------ | -------- |
| Atletiek    | Ekaterini Stefanidi               | polsstokhoogspringen (v) | Goud     |
| Gymnastiek  | Eleftherios Petrounias            | ringen (m)               | Goud     |
| Schietsport | Anna Korakaki                     | 25 m sportpistool (v)    | Goud     |
| Zwemmen     | Spyridon Gianniotis               | 10 km open water (m)     | Zilver   |
| Schietsport | Anna Korakaki                     | 10 m luchtpistool (v)    | Brons    |
| Zeilen      | Pavlos Kagialis Panagiotis Mantis | 470 (m)                  | Brons    |

## Deelnemers
(m) = mannen, (v) = vrouwen, (g) = gemengd

### Atletiek
| Olympiër                    | Discipline               | Resultaat | Prestatie                                                     |
| --------------------------- | ------------------------ | --------- | ------------------------------------------------------------- |
| Likoúrgos-Stéfanos Tsákonas | 200m (m)                 | 15e       | serie 1: 3de in 20,31 halve finale 3: 7de in 20,63            |
| Konstantinos Douvalidis     | 110m horden (m)          | 13e       | serie 4: 1ste in 13,41 halve finale 3: 5de in 13,47           |
| Michail Kalomiris           | marathon (m)             | 132e      | 2:37.03                                                       |
| Christoforos Merousis       | marathon (m)             | 116e      | 2:29.39                                                       |
| Alexandros Papamichail      | 20km snelwandelen (m)    | 20e       | 1:21.55                                                       |
| Alexandros Papamichail      | 50km snelwandelen (m)    | 28e       | 3:59.21                                                       |
| Miltiadis Tentoglou         | verspringen (m)          | 27e       | kwalificatie groep A: 14de met 7,64m                          |
| Konstantinos Baniotis       | hoogspringen (m)         | 34e       | kwalificatie groep A: 17de met 2,22m                          |
| Konstantinos Filippidis     | polsstokhoogspringen (m) | 7e        | kwalificatie groep B: 1ste met 5,70m finale: 7de met 5,50m    |
| Nikolaos Skarvelis          | kogelstoten (m)          | 27e       | kwalificatie groep A: 14de met 19,37m                         |
| Michail Anastasakis         | kogelslingeren (m)       | 20e       | kwalificatie groep B: 12de met 71,28m                         |
|                             |                          |           |                                                               |
| Maria Belibasaki            | 200m (v)                 | 36e       | serie 4: 4de in 23,19                                         |
| Irini Vasiliou              | 400m (v)                 | 54e       | serie 6: 7de in 54,37                                         |
| Alexi Pappas                | 10000m (v)               | 17e       | 31.36,16                                                      |
| Elisavet Pesiridou          | 100m horden (v)          | 33e       | serie 3: 7de in 13,10                                         |
| Ourania Rebouli             | marathon (v)             | 88e       | 2:46.32                                                       |
| Sofia Riga                  | marathon (v)             | 103       | 2:49.07                                                       |
| Panagiota Vlachaki          | marathon (v)             | 118e      | 2:59.12                                                       |
| Antigoni Drisbioti          | 20km snelwandelen (v)    | 15e       | 1:32.32                                                       |
| Panagiota Tsinopoulou       | 20km snelwandelen (v)    | 47e       | 1:38.24                                                       |
| Haido Alexouli              | verspringen (v)          | 32e       | kwalificatie groep A: 17de met 6,13m                          |
| Paraskevi Papachristou      | hink-stap-springen (v)   | 8e        | kwalificatie groep A: 1ste met 14,43m finale: 8ste met 14,26m |
| Nikoleta Kyriakopoulou      | polsstokhoogspringen (v) | DNS       | DNS                                                           |
| Ekaterini Stefanidi VS      | polsstokhoogspringen (v) | Goud      | kwalificatie groep A: 1ste met 4,60m finale: 1ste met 4,85m   |
| Chrysoula Anagnostopoulou   | discuswerpen (v)         | 26e       | kwalificatie groep A: 13de met 54,84m (26e)                   |
| Sofia Yfantidou             | zevenkamp (v)            | 27e       | 5613 punten                                                   |

### Boogschieten
| Olympiër         | Discipline      | Resultaat | Prestatie                                                                 |
| ---------------- | --------------- | --------- | ------------------------------------------------------------------------- |
| Evangelia Psarra | individueel (v) | 33e       | plaatsingsronde: 55ste met 596 punten 1ste ronde: V van JPN Kawanaka: 3–7 |

### Gewichtheffen
| Olympiër            | Discipline | Resultaat | Prestatie                                                   |
| ------------------- | ---------- | --------- | ----------------------------------------------------------- |
| Theodoros Iakovidis | –85kg (m)  | 12e       | trekken: 9de met 160kg stoten: 13de met 190kg totaal: 350kg |

### Gymnastiek
| Olympiër                                                                                | Discipline      | Resultaat   | Prestatie                                                                                          |
| Ritmisch                                                                                | Ritmisch        | Ritmisch    | Ritmisch                                                                                           |
| --------------------------------------------------------------------------------------- | --------------- | ----------- | -------------------------------------------------------------------------------------------------- |
| Varvara Filiou                                                                          | individueel (v) | 15e         | kwalificatie: 15de hoepel: 17,208 bal: 17,333 knotsen: 17,333 linten: 16,750 totaal: 68,624 punten |
| Ioanna Anagnostopoulou Eleni Doika Zoi Kontogianni Michaela Metallidou Stavroula Samara | team (v)        | <center<13e | kwalificatie: 13de 5 linten: 15,000 3 knotsen, 2 hoepels: 15,416 totaal: 30,416 punten             |
| Turnen                                                                                  |                 |             | |
| Eleftherios Petrounias                                                                  | ringen (m)      | Goud        | kwalificatie: 2de met 15,833 punten finale: 1ste met 16,000 punten                                 |
| Vlasios Maras                                                                           | rekstok (m)     | 38e         | kwalificatie: 38ste met 14,200 punten                                                              |
|                                                                                         |                 |             | |
| Vasiliki Millousi                                                                       | balk (v)        | 57e         | kwalificatie: 57ste met 13,200 punten                                                              |

### Judo
| Olympiër           | Discipline | Resultaat | Prestatie                                            |
| ------------------ | ---------- | --------- | ---------------------------------------------------- |
| Roman Moustopoulos | –81kg (m)  | 17e       | 1ste ronde: vrij 2de ronde: V van ESA Turcios: ippon |
| Ilias Iliadis      | –90kg (m)  | 17e       | 1ste ronde: vrij 2de ronde: V van CHN Cheng: ippon   |

### Roeien
| Olympiër                                                                | Discipline             | Resultaat | Prestatie                                                                       |
| ----------------------------------------------------------------------- | ---------------------- | --------- | ------------------------------------------------------------------------------- |
| Dionisis Angelopoulos Ioannis Christou Ioannis Tsilis Georgios Tziallas | vier-zonder (m)        | 8e        | serie 3: 2de in 5.59,65 halve finale 1: 5de in 6.24,04 finale B: 2de in 6.00,56 |
| Spyridon Giannaros Panagiotis Magdanis Stefanos Douskos Ioannis Petrou  | lichte vier-zonder (m) | 6e        | serie 2: 3de in 6.05,27 halve finale 2: 3de in 6.23,95 finale: 6de in 6.36,47   |
|                                                                         |                        |           |                                                                                 |
| Sofia Asoumanaki Aikaterini Nikolaidou                                  | dubbel-twee (v)        | 4e        | serie 3: 3de in 7.20,64 halve finale 1: 1ste in 6.51,99 finale: 4de in 7.48,62  |

### Schermen
| Olympiër                      | Discipline | Resultaat | Prestatie                                                                         |
| ----------------------------- | ---------- | --------- | --------------------------------------------------------------------------------- |
| Aikaterini Kontochristopoulou | floret (v) | 33e       | 1ste ronde: V van VIE Do: 13-15                                                   |
| Vassiliki Vougiouka           | sabel (v)  | 9e        | 1ste ronde: vrij 2de ronde: W van USA Wozniak: 15–8 3de ronde: V van RUS Jegorjan |

### Schietsport
| Olympiër        | Discipline           | Resultaat | Prestatie                                                                                             |
| --------------- | -------------------- | --------- | --- |
| Efthimios Mitas | skeet (m)            | 13e       | kwalificatie: 13de met 119 punten (23-24-22-25-25)                                                    |
|                 |                      |           | |
| Anna Korakaki   | 10m luchtpistool (v) | Brons     | kwalificatie: 3de met 387 punten (94-99-96-98) finale: 3de met 177,7 punten                           |
| Anna Korakaki   | 25m pistool (v)      | Goud      | kwalificatie: 2de met 584 punten (297-287) halve finale: 1ste met 19 punten finale: 1ste met 8 punten |

### Synchroonzwemmen
| Olympiër                                  | Discipline | Resultaat | Prestatie                                                                                                  |
| ----------------------------------------- | ---------- | --------- | --- |
| Evangelia Papazoglou Evangelia Platanioti | duet       | 10e       | technische routine: 10de met 85,3550 punten vrije routine: 10de met 86,5000 punten totaal: 171,8550 punten |

### Tafeltennis
| Olympiër          | Discipline    | Resultaat   | Prestatie |
| ----------------- | ------------- | ----------- | --- |
| Panagiotis Gionis | enkelspel (m) | derde ronde | voorronde: vrij 1ste ronde: vrij 2de ronde: W van THA Tanviriyavechakul: 4–0 (11-7, 11-2, 11-5, 11-6) 3de ronde: V van JPN Mizutani: 1–4 (9-11, 12-10, 5-11, 8-11, 6-11) |

### Waterpolo
| Olympiër | Onderdeel | Resultaat | Prestatie |
| --- | --------- | --------- | --- |
| Konstantinos Flegkas Emmanouil Mylonakis Georgios Dervisis Konstantinos Genidounias Ioannis Fountoulis Kyriakos Pontikeas Christos Afroudakis Evangelos Delakas Konstantinos Mourikis Christodoulos Kolomvos Alexandros Gounas Angelos Vlachopoulos Stefanos Galanopoulos | mannen    | 6e        | groep A: 2de W van Japan: 8-7 G van Servië: 9-9 G van Hongarije: 8-8 W van Brazilië: 9-4 V van Hongarije: 7-12 kwartfinale: V van Italië: 5-9 5-8ste plek: W van Spanje: 9-7 5-6de plek: V van Hongarije: 10-12 |

| Groep A |             |             |             |             |            |            |            |        |
| #       | Land        | Wedstrijden | Wedstrijden | Wedstrijden | Doelpunten | Doelpunten | Doelpunten | Punten |
| #       | Land        | W           | G           | V           | V          | T          | Saldo      | Punten |
| 1       | Hongarije   | 2           | 3           | 0           | 57         | 43         | +14        | 7      |
| 2       | Griekenland | 2           | 2           | 1           | 41         | 40         | +1         | 6      |
| 3       | Brazilië    | 3           | 0           | 2           | 40         | 39         | +1         | 6      |
| 4       | Servië      | 2           | 2           | 1           | 49         | 44         | +5         | 6      |
| 5       | Australië   | 2           | 1           | 2           | 44         | 40         | +4         | 5      |
| 6       | Japan       | 0           | 0           | 5           | 36         | 61         | –25        | 0      |

| Ronde        | Datum  | Lokale tijd | MEZT           | Plaats      | Land  | Score       | Land |
| ------------ | ------ | ----------- | -------------- | ----------- | ----- | ----------- | ---- |
| groepsfase   |        |             |                |             |       |             |      |
| 6 augustus   | 13:050 | 18:00       | Rio de Janeiro | Griekenland | 8–7   | Japan       |      |
| 8 augustus   | 09:00  | 14:00       | Rio de Janeiro | Servië      | 9–9   | Griekenland |      |
| 10 augustus  | 10:20  | 15:20       | Rio de Janeiro | Griekenland | 8–8   | Hongarije   |      |
| 12 augustus  | 19:30  | 00:30       | Rio de Janeiro | Griekenland | 9–4   | Brazilië    |      |
| 14 augustus  | 14:10  | 19:10       | Rio de Janeiro | Australië   | 12–7  | Griekenland |      |
| kwartfinale  |        |             | Rio de Janeiro |             |       |             |      |
| 16 augustus  | 16:30  | 21:30       | Rio de Janeiro | Griekenland | 5–9   | Italië      |      |
| plaatsen 5–8 |        |             | Rio de Janeiro |             |       |             |      |
| 18 augustus  | 15:10  | 20:10       | Rio de Janeiro | Griekenland | 9–7   | Spanje      |      |
| plaatsen 5–6 |        |             | Rio de Janeiro |             |       |             |      |
| 20 augustus  | 16:30  | 21:30       | Rio de Janeiro | Hongarije   | 12–10 | Griekenland |      |

### Wielersport
| Olympiër             | Discipline | Resultaat | Prestatie                                     |
| Baan                 | Baan       | Baan      | Baan                                          |
| -------------------- | ---------- | --------- | --------------------------------------------- |
| Christos Volikakis   | keirin (m) | 12e       | series: 4de herkansingen: 1ste 2de ronde: 5de |
| Moutainbike          |            |           |                                               |
| Dimitrios Antoniadis | mannen     | 31e       | 1:44.27                                       |
| Weg                  |            |           |                                               |
| Ioannis Tamouridis   | weg (m)    | 51e       | 6:30.05                                       |

### Worstelen
| Olympiër          | Discipline  | Resultaat   | Prestatie                                                                                 |
| Vrije stijl       | Vrije stijl | Vrije stijl | Vrije stijl                                                                               |
| ----------------- | ----------- | ----------- | ----------------------------------------------------------------------------------------- |
| Maria Prevolaraki | –53kg (v)   | 10e         | kwalificatie: vrij 1ste ronde: W van IND Kumari: 3-1 kwartfinale: V van VEN Arguëllo: 1-3 |

### Zeilen
| Olympiër                              | Discipline    | Resultaat | Prestatie                                        |
| ------------------------------------- | ------------- | --------- | ------------------------------------------------ |
| Byron Kokkalanis                      | RS:X (m)      | 5e        | 96 punten: (2-2-6-13-5-5-5-8-12-12-11-10-8)      |
| Ioannis Mitakis                       | Finn (m)      | 11e       | 88 punten: (12-24-3-2-13-12-21-9-13-3)           |
| Pavlos Kagialis Panagiotis Mantis     | 470 (m)       | Brons     | 58 punten: (9-3-1-5-13-9-5-2-2-2)                |
|                                       |               |           |                                                  |
| Angeliki Skarlatou                    | RS:X (v)      | 19e       | 171 punten: (16-17-7-12-17-15-27-20-16-15-20-16) |
|                                       |               |           |                                                  |
| Michail Pateniotis Sofia Bekatorou VO | Nacra 17 (g)) | 18e       | 148 punten: (21-21-16-4-6-11-3-15-14-18-21-9)    |

### Zwemmen
| Olympiër                                                                    | Discipline            | Resultaat | Prestatie                                                    |
| --------------------------------------------------------------------------- | --------------------- | --------- | ------------------------------------------------------------ |
| Odysseas Meladinis                                                          | 50m vrije slag (m)    | 33e       | serie 8: 6de in 22,47                                        |
| Kristian Gkolomeev                                                          | 50m vrije slag (m)    | 13e       | serie 10: 5de in 21,93 halve finale 1: 6de in 21,98          |
| Kristian Gkolomeev                                                          | 100m vrije slag (m)   | 20e       | serie 5: 3de in 48,68                                        |
| Dimitrios Dimitriou                                                         | 400m vrije slag (m)   | 41e       | serie 3: 6de in 3.54,98                                      |
| Apostolos Christou                                                          | 100m rugslag (m)      | 18e       | serie 5: 6de in 54,12                                        |
| Apostolos Christou                                                          | 200m rugslag (m)      | 24e       | serie 3: 8ste in 1.59,78                                     |
| Panagiotis Samilidis                                                        | 100m schoolslag (m)   | 19e       | series: 1:00.35 (19e)                                        |
| Panagiotis Samilidis                                                        | 200m schoolslag (m)   | 35e       | serie 2: 7de in 2.14,86                                      |
| Dimitrios Koulouris                                                         | 200m schoolslag (m)   | 35e       | serie 3: 8ste in 2.12,68                                     |
| Stefanos Dimitriadis                                                        | 200m vlinderslag (m)  | 18e       | serie 3: 6de in 1.56,76                                      |
| Andreas Vazaios                                                             | 200m wisselslag (m)   | 11e       | serie 3: 3de in 1.59,33 halve finale 2: 7de in 1.59,54 (11e) |
| Kristian Gkolomeev Christos Katranzis Odysseas Meladinis Apostolos Christou | 4x100m vrije slag (m) | 10e       | serie 2: 6de in 3.14,62                                      |
| Apostolos Christou Kristian Gkolomeev Panagiotis Samilidis Andreas Vazaios  | 4x100m wisselslag (m) | 15e       | serie 2: 8ste in 3.36,75                                     |
| Spyridon Gianniotis                                                         | 10km open water (m)   | Zilver    | 1:52.59,8                                                    |
|                                                                             |                       |           |                                                              |
| Theodora Drakou                                                             | 50m vrije slag (v)    | 32e       | serie 9: 5de in 25,36                                        |
| Anna Ntountounaki                                                           | 100m vlinderslag (v)  | 18e       | serie 4: 7de in 58,27                                        |
| Kristel Vourna                                                              | 100m vlinderslag (v)  | 23e       | serie 6: 7de in 58,89                                        |
| Kalliopi Araouzou                                                           | 10km open water (v)   | 11e       | 1:57.31,6                                                    |

Afghanistan · Albanië · Algerije · Amerikaanse Maagdeneilanden · Amerikaans-Samoa · Andorra · Angola · Antigua en Barbuda · Argentinië · Armenië · Aruba · Australië · Azerbeidzjan · Bahama's · Bahrein · Bangladesh · Barbados · België · Belize · Benin · Bermuda · Bhutan · Bolivia · Bosnië en Herzegovina · Botswana · Brazilië · Britse Maagdeneilanden · Brunei · Bulgarije · Burkina Faso · Burundi · Cambodja · Canada · Centraal-Afrikaanse Republiek · Chili · China · Chinees Taipei · Colombia · Comoren · Congo-Brazzaville · Congo-Kinshasa · Cookeilanden · Costa Rica · Cuba · Cyprus · Denemarken · Djibouti · Dominica · Dominicaanse Republiek · Duitsland · Ecuador · Egypte · El Salvador · Equatoriaal-Guinea · Eritrea · Estland · Ethiopië · Fiji · Filipijnen · Finland · Frankrijk · Gabon · Gambia · Georgië · Ghana · Grenada · Griekenland · Groot-Brittannië · Guam · Guatemala · Guinee · Guinee‑Bissau · Guyana · Haïti · Honduras · Hongarije · Hongkong · Ierland · IJsland · India · Indonesië · Irak · Iran · Israël · Italië · Ivoorkust · Jamaica · Japan · Jemen · Jordanië · Kaaimaneilanden · Kaapverdië · Kameroen · Kazachstan · Kenia · Kirgizië · Kiribati · Kosovo · Kroatië · Laos · Lesotho · Letland · Libanon · Liberia · Libië · Liechtenstein · Litouwen · Luxemburg · Macedonië · Madagaskar · Malawi · Malediven · Maleisië · Mali · Malta · Marshalleilanden · Marokko · Mauritanië · Mauritius · Mexico · Micronesië · Moldavië · Monaco · Mongolië · Montenegro · Mozambique · Myanmar · Namibië · Nauru · Nederland · Nepal · Nicaragua · Nieuw-Zeeland · Niger · Nigeria · Noord-Korea · Noorwegen · Oeganda · Oekraïne · Oezbekistan · Oman · Oostenrijk · Oost-Timor · Pakistan · Palau · Palestina · Panama · Papoea-Nieuw-Guinea · Paraguay · Peru · Polen · Portugal · Puerto Rico · Qatar · Roemenië · Rusland · Rwanda · Saint Kitts en Nevis · Saint Lucia · Saint Vincent en Grenadines · Salomonseilanden · Samoa · San Marino · Sao Tomé en Principe · Saoedi-Arabië · Senegal · Servië · Seychellen · Sierra Leone · Singapore · Slovenië · Slowakije · Soedan · Somalië · Spanje · Sri Lanka · Suriname · Swaziland · Syrië · Tadzjikistan · Tanzania · Thailand · Togo · Tonga · Trinidad en Tobago · Tsjaad · Tsjechië · Tunesië · Turkije · Turkmenistan · Tuvalu · Uruguay · Vanuatu · Venezuela · Verenigde Arabische Emiraten · Verenigde Staten · Vietnam · Wit-Rusland · Zambia · Zimbabwe · Zuid-Afrika · Zuid-Korea · Zuid-Soedan · Zweden · Zwitserland
Individuele Olympische Atleten · Olympisch vluchtelingenteam